# Villavieja de Yeltes
Villavieja de Yeltes è un comune spagnolo di 1 093 abitanti situato nella comunità autonoma di Castiglia e León.